# Morti nel 2002/Ottobre
| Questa pagina contiene informazioni ricavate automaticamente dalle voci biografiche con l'ausilio del template Bio e di un bot. L'aggiornamento è periodico e automatico e ricostruisce completamente la pagina. Se manca una persona in questa lista, sei pregato di non aggiungerla, ma accertati piuttosto che la sua voce biografica contenga il template Bio e che i dati anagrafici siano correttamente compilati. Se il template Bio manca, inseriscilo tu stesso o, in alternativa, metti l'avviso {{tmp\|Bio}} che ne segnala la mancanza. Se i dati riportati sono sbagliati, correggi direttamente la voce biografica; le modifiche saranno visibili in questa lista entro pochi giorni. Per chiarimenti vedi il progetto biografie. La lista contiene solo le 137 persone che sono citate nell'enciclopedia e per le quali è stato implementato correttamente il template Bio. Pagina aggiornata al 10 lug 2025. |

- 1º ottobre - Ilie Ceaușescu, generale e politico rumeno (n. 1926)
- 2 ottobre - Norman O. Brown, letterato statunitense (n. 1913)
- 2 ottobre - Heinz von Foerster, fisico e filosofo austriaco (n. 1911)
- 2 ottobre - Furio Lauri, aviatore italiano (n. 1918)
- 2 ottobre - Alex Sinclair, hockeista su ghiaccio canadese (n. 1911)
- 2 ottobre - Renzo Tubaro, pittore e disegnatore italiano (n. 1925)
- 3 ottobre - Romolo Alzani, calciatore, allenatore di calcio e dirigente sportivo italiano (n. 1921)
- 3 ottobre - Robert Bagage, fumettista francese (n. 1916)
- 3 ottobre - Cliff Durandt, calciatore sudafricano (n. 1940)
- 3 ottobre - Felix Kracht, ingegnere tedesco (n. 1912)
- 3 ottobre - Bruce Paltrow, regista, sceneggiatore e produttore televisivo statunitense (n. 1943)
- 4 ottobre - Gwen Araujo, statunitense (n. 1985)
- 4 ottobre - Totò Bonanno, pittore italiano (n. 1928)
- 4 ottobre - André Delvaux, regista belga (n. 1926)
- 4 ottobre - Buddy Lester, attore statunitense (n. 1915)
- 4 ottobre - Russ Ochsenhirt, cestista statunitense (n. 1912)
- 4 ottobre - Arnaldo Salvi, calciatore italiano (n. 1915)
- 5 ottobre - Lorenzo Cappa, calciatore e allenatore di calcio italiano (n. 1935)
- 5 ottobre - Lello Di Domenico, cantante e tenore italiano (n. 1929)
- 5 ottobre - Undine Gruenter, scrittrice tedesca (n. 1952)
- 5 ottobre - Morag Hood, attrice scozzese (n. 1942)
- 5 ottobre - Ron Horn, cestista statunitense (n. 1938)
- 5 ottobre - Mia Slavenska, ballerina croata (n. 1916)
- 5 ottobre - Jay R. Smith, attore statunitense (n. 1915)
- 6 ottobre - Claus van Amsberg, nobile tedesco (n. 1926)
- 6 ottobre - Anna Bolens, attrice cinematografica, attrice teatrale e regista teatrale italiana (n. 1912)
- 6 ottobre - Ben Eastman, velocista e mezzofondista statunitense (n. 1911)
- 6 ottobre - Gio Batta Lepori, pittore italiano (n. 1911)
- 6 ottobre - Chuck Rayner, hockeista su ghiaccio canadese (n. 1920)
- 6 ottobre - Nick Whitehead, velocista britannico (n. 1933)
- 7 ottobre - Pierangelo Bertoli, cantautore italiano (n. 1942)
- 7 ottobre - Pietro De Logu, critico letterario, saggista e traduttore italiano (n. 1920)
- 7 ottobre - Cor Kint, nuotatrice olandese (n. 1920)
- 7 ottobre - Giovanni Maria Nieddu, politico italiano (n. 1927)
- 7 ottobre - Domenico Paolella, regista e sceneggiatore italiano (n. 1915)
- 8 ottobre - Phyllis Calvert, attrice britannica (n. 1915)
- 9 ottobre - Sopubek Begaliev, economista kirghiso (n. 1931)
- 9 ottobre - Carlo Lievore, giavellottista e allenatore di atletica leggera italiano (n. 1937)
- 9 ottobre - Aileen Wuornos, serial killer statunitense (n. 1956)
- 10 ottobre - Strahinja Alagić, cestista e allenatore di pallacanestro jugoslavo (n. 1920)
- 10 ottobre - Teresa Graves, attrice statunitense (n. 1948)
- 10 ottobre - Jacques Remlinger, militare e aviatore francese (n. 1923)
- 10 ottobre - Erling Sørensen, calciatore e allenatore di calcio danese (n. 1920)
- 10 ottobre - Mario de las Casas, calciatore peruviano (n. 1905)
- 11 ottobre - Dina Pathak, attrice indiana (n. 1922)
- 11 ottobre - Stan Wagner, hockeista su ghiaccio canadese (n. 1908)
- 11 ottobre - Rusty Wailes, canottiere statunitense (n. 1936)
- 12 ottobre - Hilyard M. Brown, scenografo statunitense (n. 1910)
- 12 ottobre - Ray Conniff, compositore, direttore d'orchestra e trombonista statunitense (n. 1916)
- 12 ottobre - Desmond Fitzpatrick, generale inglese (n. 1912)
- 12 ottobre - Audrey Mestre, apneista francese (n. 1974)
- 12 ottobre - Sidney W. Pink, regista e produttore cinematografico statunitense (n. 1916)
- 13 ottobre - Stephen Ambrose, storico statunitense (n. 1936)
- 13 ottobre - Keene Curtis, attore e doppiatore statunitense (n. 1923)
- 13 ottobre - Billy McAdams, calciatore nordirlandese (n. 1934)
- 13 ottobre - Dennis Patrick, attore statunitense (n. 1918)
- 13 ottobre - Arturo Silvestri, calciatore e allenatore di calcio italiano (n. 1921)
- 14 ottobre - Bill Green, politico statunitense (n. 1929)
- 14 ottobre - David Mwanza, calciatore e giocatore di calcio a 5 zimbabwese (n. 1961)
- 14 ottobre - Timothy Reuter, storico britannico (n. 1947)
- 15 ottobre - Bruno Dante, calciatore italiano (n. 1920)
- 15 ottobre - Massimo Trella, ingegnere italiano (n. 1932)
- 15 ottobre - Giasone Piccioni, ammiraglio italiano (n. 1923)
- 16 ottobre - Alessandro Dal Prato, pittore e incisore italiano (n. 1909)
- 17 ottobre - Derek Bell, musicista britannico (n. 1935)
- 17 ottobre - Liliana Merlo, danzatrice e coreografa italiana (n. 1925)
- 17 ottobre - Fred Scolari, cestista e allenatore di pallacanestro statunitense (n. 1922)
- 18 ottobre - Paolo Frau, criminale italiano (n. 1949)
- 18 ottobre - Vincenzo Madonia, politico e avvocato italiano (n. 1925)
- 19 ottobre - Manuel Álvarez Bravo, fotografo messicano (n. 1902)
- 19 ottobre - Peter Bergmann, fisico tedesco (n. 1915)
- 19 ottobre - Mehli Mehta, violinista e direttore d'orchestra indiano (n. 1908)
- 19 ottobre - John Meredyth Lucas, produttore cinematografico, sceneggiatore e regista statunitense (n. 1919)
- 19 ottobre - Hans Jürgen Press, scrittore e fumettista tedesco (n. 1926)
- 19 ottobre - Aileen Riggin, nuotatrice e tuffatrice statunitense (n. 1906)
- 19 ottobre - Bari Rolfe, mimo, coreografa e scrittrice statunitense (n. 1916)
- 19 ottobre - Nikolaj Nikolaevič Rukavišnikov, cosmonauta e fisico sovietico (n. 1932)
- 19 ottobre - Héctor Trujillo, politico dominicano (n. 1908)
- 20 ottobre - Bernard Fresson, attore francese (n. 1931)
- 20 ottobre - Domenico Laiolo, aviatore e militare italiano (n. 1920)
- 21 ottobre - Aldo Canazza, ciclista su strada e pistard italiano (n. 1908)
- 21 ottobre - Jesse Leonard Greenstein, astronomo statunitense (n. 1909)
- 21 ottobre - George Hall, attore statunitense (n. 1916)
- 21 ottobre - Kaisa Parviainen, giavellottista e lunghista finlandese (n. 1914)
- 21 ottobre - Pasieguito, allenatore di calcio e calciatore spagnolo (n. 1925)
- 21 ottobre - Raffaele Rotiroti, politico italiano (n. 1935)
- 21 ottobre - Atifet Sunay, turca (n. 1903)
- 22 ottobre - Marian Bergeron, modella statunitense (n. 1918)
- 22 ottobre - Anna Cattaneo, pattinatrice artistica su ghiaccio italiana (n. 1911)
- 22 ottobre - Géraldine Apponyi de Nagyappony, regina albanese (n. 1915)
- 22 ottobre - Richard Helms, funzionario statunitense (n. 1913)
- 23 ottobre - Adolph Green, sceneggiatore, librettista e commediografo statunitense (n. 1914)
- 23 ottobre - Marianne Hoppe, attrice tedesca (n. 1909)
- 23 ottobre - Nathan Juran, scenografo e regista austriaco (n. 1907)
- 24 ottobre - Ralph Budelman, pallanuotista statunitense (n. 1918)
- 24 ottobre - Istarlin Caabdi Caruush, politica e attivista somala (n. 1957)
- 24 ottobre - Hernando Casanova, attore, regista e cantante colombiano (n. 1945)
- 24 ottobre - Hermán Gaviria, calciatore colombiano (n. 1969)
- 24 ottobre - Mario Giustarini, politico e partigiano italiano (n. 1904)
- 24 ottobre - Harry Hay, avvocato, insegnante e attivista inglese (n. 1912)
- 24 ottobre - Lee Seong-gu, cestista, allenatore di pallacanestro e dirigente sportivo sudcoreano (n. 1911)
- 25 ottobre - Richard Harris, attore e cantautore irlandese (n. 1930)
- 25 ottobre - Fritz Kominek, calciatore austriaco (n. 1927)
- 25 ottobre - Doug McGibbon, calciatore inglese (n. 1919)
- 25 ottobre - Ian Russell, XIII duca di Bedford, scrittore inglese (n. 1917)
- 25 ottobre - René Thom, matematico e filosofo francese (n. 1923)
- 25 ottobre - Paul Wellstone, politico statunitense (n. 1944)
- 26 ottobre - Lucio Benaglia, politico italiano (n. 1922)
- 26 ottobre - Carlo Cerri, politico italiano (n. 1922)
- 26 ottobre - Alfons Cucó, storico, politico e scrittore spagnolo (n. 1941)
- 26 ottobre - Jacques Massu, generale francese (n. 1908)
- 26 ottobre - Stuart Townend, politico, ufficiale e velocista britannico (n. 1909)
- 27 ottobre - André De Toth, regista, sceneggiatore e drammaturgo ungherese (n. 1913)
- 27 ottobre - Tom Dowd, produttore discografico statunitense (n. 1925)
- 27 ottobre - Michel Macquet, giavellottista, pallamanista e ginnasta francese (n. 1932)
- 28 ottobre - Margaret Booth, montatrice statunitense (n. 1898)
- 28 ottobre - Lawrence Dobkin, attore e regista statunitense (n. 1919)
- 28 ottobre - Letizia Fortini, scrittrice e poetessa italiana (n. 1929)
- 28 ottobre - Manlio Grandi, calciatore italiano (n. 1930)
- 28 ottobre - Erling Persson, imprenditore svedese (n. 1917)
- 29 ottobre - Mohammed Acha, cestista nigeriano (n. 1973)
- 29 ottobre - Lorenzo Artale, attore, regista e direttore del doppiaggio italiano (n. 1931)
- 29 ottobre - Marina Berti, attrice italiana (n. 1924)
- 29 ottobre - Andrea Blasi, cestista italiano (n. 1965)
- 29 ottobre - Dragan Malešević Tapi, pittore serbo (n. 1949)
- 29 ottobre - Glenn McQueen, animatore canadese (n. 1960)
- 29 ottobre - Raymond Savignac, pubblicitario francese (n. 1907)
- 30 ottobre - Juan Antonio Bardem, regista cinematografico spagnolo (n. 1922)
- 30 ottobre - Lee H. Katzin, regista statunitense (n. 1935)
- 30 ottobre - Jason Mizell, disc jockey e produttore discografico statunitense (n. 1965)
- 30 ottobre - Pietro Sanchini, incisore italiano (n. 1915)
- 31 ottobre - Yuri Ahronovich, direttore d'orchestra israeliano (n. 1932)
- 31 ottobre - Lello Bersani, giornalista e conduttore televisivo italiano (n. 1922)
- 31 ottobre - Audrey Hylton-Foster, politica britannica (n. 1908)
- 31 ottobre - Gene Rock, cestista statunitense (n. 1921)
- 31 ottobre - Michaīl Stasinopoulos, politico, scrittore e traduttore greco (n. 1903)
- 31 ottobre - Raf Vallone, attore, calciatore e giornalista italiano (n. 1916)